# Samúel Jónsson
Samúel Jónsson (ur. 1884  – zm. 1969), ekscentryczny islandzki rzeźbiarz, malarz i rolnik.
Samúel od dziecka marzył, aby zostać artystą. Dlatego musiał bardzo ciężko pracować, by móc zarobić na swoje utrzymanie. Dzięki zarobionym pieniądzom w miejscowości Selárdalur przy fiordzie Arnarfjörður wybudował swój własny kościół, muzeum i galerię sztuki "na świeżym powietrzu" w okresie od 1947 do 1967 r. Był znany z tego, że potrafił żyć w zgodzie z naturą, bez potrzeby kontaktów z innymi ludźmi.